# Estação ecológica Chapada Nova Roma

### Data de criação e categoria
Diploma legal de criação: Decreto Estadual Nº 9.023, DE 11 DE AGOSTO DE 2017.  Fica Criada a Estação Ecológica Chapada de Nova Roma - ESEC CNR, unidade de conservação de proteção integral, localizada no Município de Nova Roma, no Estado de Goiás, com objetivo de preservação dos ecossistemas e da biodiversidade, bem como de realização de pesquisa científica.

### Local e área
Localiza-se no Nordeste do estado de Goiás. A estação ecológica ocupa uma área 6,811.00ha está no município de “Nova Roma que ocupa a porção leste da microrregião Chapada dos Veadeiros e faz limite com sete municípios goianos: Monte Alegre de Goiás (norte), São Domingos (leste), Iaciara (sudeste), São João D´Aliança e Flores de Goiás (sul), Alto Paraíso de Goiás (sudoeste) e Teresina de Goiás (oeste).’’  
O clima dominante na região do Brasil Central é quente semi-úmido, característico das savanas tropicais, O regime de chuvas é tropical, com duas estações bem definidas
“A ESEC CNR é a primeira Estação Ecológica a ser criada no estado de Goiás. Possui alto grau de conservação e área de entorno pouco alterada, com várias nascentes e córregos, e ocorrência de sete fitofisionomias do bioma Cerrado. Está localizada na área da Chapada, na Serra do Forte, porção mais elevada do município de Nova Roma, com 1.130 m de altitude. Abriga nascentes e seis corpos d´água perenes: córregos Forquilha, Guariroba, Porteira, Porteira do Meio, Riachinho e Corrente, afluentes pela margem esquerda do rio Paranã, contribuinte da bacia hidrográfica do Tocantins."

##### Mapa de localização

Limite da Estação ecológica Chapada Nova Roma

##### Geomorfologia
A geomorfologia da região da Estação Ecológica Chapada Nova Roma é marcada pela presença do Complexo Montanhoso Veadeiros-Araí, composto por grandes blocos montanhosos limitados por escarpas e serras dispostas conforme os dobramentos tectônicos. As principais unidades geomorfológicas da área incluem as chapadas, as serras, as depressões e as superfícies intermontanas, com destaque para a Chapada dos Veadeiros e o Planalto do Araí. A evolução da região foi fortemente influenciada pela ação de processos erosivos, a rigidez das rochas cristalinas e a fraturação do substrato, que resultaram em patamares estruturais, escarpas falha, cristas assimétricas e vales profundos. A drenagem da região é controlada por falhas geológicas, com rios como o Maranhão, Tocantinzinho e Paranã, que formam o sistema do Tocantins, esculpindo vales e desníveis na paisagem.

##### Solos
Na região predominam solos pouco evoluídos, com pequena expressão dos processos responsáveis pela sua formação, reflexo do processo natural de intensa denudação a que a região se encontra submetida. APA do Pouso Alto é amplo o domínio dos Neossolo.  Na sequência de importância, em termos de área ocupada, aparecem Latossolos e Argissolos (cada um com aproximadamente de 15% da área estudada). Ocorrem na porção de relevo mais arrasado, que compreende as regiões centro e oeste da área da APA do Pouso alto. Nesta região de ocorrência dos Latossolos predomina a exploração pecuária.  Ocorrem também em menor porcentagem de área ocupada os plinssolos e cambissolos.
A vegetação predominante constitui-se de campos e cerrado stricto sensu além da ocorrência, em menor escala, de veredas, cerradão, mata de galeria inundável e não-inundável e florestas estacionais (Ribeiro & Walter, 1998). A paisagem acidentada com afloramentos de rocha intercalada com áreas mais planas gera também uma grande variação na composição florística do cerrado stricto sensu que abriga espécies restritas a solos rochosos.
Em Nova Roma, já no Vale do Paranã, o cerrado stricto sensu ocorre em Latossolos e sobre solos Podzólicos e Cambissolos. Grande parte foi desmatada para usos agrícolas e para abastecer a demanda de carvão vegetal. Fogo e desmatamento são as maiores ameaças. Cerradão ocorre nas interfaces entre o cerrado stricto sensu e as florestas estacionais, caracterizando-se ali, pela maior fertilidade dos solos (cerradão mesotrófico)
Na região, ocorrem matas de galeria inundáveis e não inundáveis que formam uma rede florestal perenifólia ao longo dos cursos d'água, sendo geralmente margeadas pelos campos aos quais se seguem os cerrados. A cobertura arbórea é de 80 a 100%, sendo comum a ocorrência de árvores emergentes ao dossel que atinge de 20 a 30 m de altura. Elas contêm espécies endêmicas, espécies de mata amazônica, de mata atlântica e das matas da bacia do Rio Paraná, além de espécies de cerrado stricto sensu e de florestas estacionais do Brasil Central.
As matas da região são sempre verdes. Poucas são caducifólia Na região, estas ocorrem predominantemente no município de Nova Roma sobre afloramentos de rochas calcárias que são circundados por solos relativamente profundos. Aspidosperma pyrifolium, “peroba-rosa”, (Apocynaceae), Tabebuia roseoalba “ipê branco” (Bignoniaceae) são espécies típicas dessas formações
Na região ocorrem veredas principalmente em alguns trechos de Alto Paraíso de Goiás, Colinas do Sul e Cavalcante. Estes locais consistem de áreas encharcadas, com a presença de espécies nativas como buritis (Mauritia flexuosa) e buritirana (Mauritiella armata). A legislação brasileira estabelece que as veredas são áreas de preservação permanente (APP), devido ao papel fundamental que desempenham no equilíbrio hidrológico. (Resolução CONAMA no 303/2002).
No Brasil Central, os campos são fitofisionomias com predomínio de ervas, gramíneas e arbustos são denominados campos limpos quando as árvores são praticamente ausentes, e campos sujos quando a cobertura arbórea se aproxima de 10% da área coberta por vegetação. Campo rupestre é a denominação utilizada para os campos em terreno rupestre com afloramentos rochosos. Esta tipologia é comum nas encostas e altos de morros sendo pouco comum na região.

### Histórico de criação
O primeiro contato feito pela equipe técnica com as comunidades da região de entorno da UC foi na visita de reconhecimento realizada entre os dias 8 e 12 de agosto de 2009. mesmo não havendo unanimidade na forma de compreensão da representatividade da UC, em geral os moradores da região concebem esse processo como importante iniciativa para garantir a conservação da água que abastece os povoados e propriedades rurais e inibir a ação dos carvoeiros.
De acordo com o que foi descrito no 2° encarte do plano de manejo, foi possível distinguir três pontos de vista da comunidade com relação a Implantação da Esec-CNR: Aproximadamente 56% das manifestações foram favoráveis à implantação, Aproximadamente 30% das manifestações apresentaram dúvidas, mesmo após a realização de reuniões e das oficinas de planejamento com os seguintes argumentos: Falta de diálogo que esclareça o processo de implantação e suas razões. E retorno do Governo (medida compensatória). E por fim Aproximadamente 14% das manifestações apresentaram temer a implantação da UC (Plano de Manejo da Estação Ecológica Chapada Nova Roma - Encarte 2, p. 112)   
- Perspectivas para o desenvolvimento econômico sustentável na região da Esec-Chapada nova Roma:

1. Sua localização nas Áreas Prioritárias para a Conservação do Bioma Cerrado;
2. O predomínio de produção agrícola familiar e de subsistência;
3. O potencial da região para o desenvolvimento do turismo;
4. O potencial para utilização sustentável dos recursos naturais do cerrado;
5. A ocorrência de 12  sítios arqueológicos: Em consulta ao Cadastro Nacional de Sítios Arqueológicos (CNSA) por meio do Sistema de Gerenciamento do Patrimônio Arqueológico (SGPA) do Iphan foram encontrados os sítios arqueológicos no município de Nova Roma, sendo eles: Petroglifos do Córrego Areias, Furna da Teresa, Lapa dos Tapuios, Sítio Brejão, Gruta Campos Bons, Sítio da Lyra, São Theodoro, Sítio Nantin, Canabrava, Lapa dos Tapuiós I, Lambedor e Gruta Sossuapara.

- Principais gargalos para o desenvolvimento econômico sustentável na região da Esec-Chapada nova Roma:

1. A carência de investimentos em infraestrutura básica;
2. Necessidade de investimento em extensão rural;
3. A necessidade de conter os processos de grilagem de terras e acelerar os processos de regularização fundiária;
4. A necessidade de implementação de políticas para conter o êxodo rural na região;
5. A necessidade de coibir a exploração ilegal do carvão vegetal na região;
6. A carência de investimentos nas áreas de educação, capacitação técnica e profissional, transporte e saúde;
7. Atividades conflitantes: Pecuária, queimadas, caça e mineração;

### Valores e Atributos ecológicos e ambientais

#### Biodiversidade do Cerrado
A Chapada de Nova Roma se encontra no Bioma Cerrado, um bioma conhecido por ter uma grande variedade de espécies de vegetação e fauna. O cerrado é considerado uma Savana, com grande parte da sua vegetação formada por espécies de gramíneas e arbustivas. Uma das principais características desse bioma são suas bacias hidrográficas.

#### Recursos Hídricos
A região da Chapada dos Veadeiros insere-se na bacia hidrográfica do Tocantins. As nascentes situam-se em altitudes superiores a 1000 m e são alimentadas por aquíferos de pequeno porte que ocorrem nas porções fraturadas do substrato. Em seu curso, drenam solos rasos estabelecidos em terrenos relativamente impermeáveis e, consequentemente, suas vazões são muito dependentes das chuvas incidentes nas bacias de captação.

### Fauna típica

#### Fauna
Foi utilizado como base o inventário da comunidade de mamíferos em alguns municípios da microrregião Chapada dos Veadeiros e Vale do Paranã. Para o município de Nova Roma não foram encontrados levantamentos de fauna publicados.
- Mamíferos

Com a compilação dos levantamentos dos estudos citados, foi registrada a presença de 124 espécies de mamíferos na microrregião da Chapada dos Veadeiros representando 10 ordens e 28 famílias. As ordens mais representativas neste levantamento foram Chiroptera (38%) e Rodentia (23%), seguida por Marsupialia (12%). Desse total de espécies, 11 são endêmicas para o Cerrado.
- Avifauna

Para a região, além dos planos de manejo, foram utilizados como base diversas pesquisas que abordam mais especificamente a avifauna do Parque Nacional da Chapada dos Veadeiros e das florestas deciduais do Vale do Paranã. A pesquisa regional resultou em 346 espécies. As famílias com maior número de espécies foram: Tyrannidae (57 espécies), Thraupidae (22 espécies),Emberizidae (20 espécies), Furnariidae (16 espécies), Accipitridae (15espécies), Columbidae e Psittacidae (14 espécies), Trochilidae (12 espécies) e  Thamnophilidae e Icteridae (11 espécies). As famílias restantes apresentaram um número de espécies menor do que 10. O padrão encontrado é semelhante ao de outros estudos realizados na região. Foram registradas durante a amostragem 13 espécies endêmicas do Cerrado, segundo Silva (1997). Foram registradas 16 espécies consideradas em algum grau de ameaça. Destas, sete são vulneráveis, cinco são quase ameaçadas, uma é criticamente ameaçada e três são ameaçadas. São destacados o Pato-mergulhão (Mergus octocetaceus) que está criticamente-ameaçado e a Tiriba-de-orelha-branca (Pyrrhura pfrimeri), com uma distribuição altamente restrita as matas secas. 
- Herpetofauna

No Cerrado são conhecidas 141 espécies de anfíbios (sendo 42 endêmicas),cinco espécies de crocodilianos, 10 de quelônios, 16 anfisbenias (oito endêmicas), 47 espécies de lagartos (12 endêmicas) e 107 serpentes (11 endêmicas) (Colli et al., 2002). Na bibliografia estudada foram listadas para a região da Esec-CNR 149 espécies de anfíbios e répteis. Dentre elas foram 36 espécies de lagartos, quatro anfisbenas, 50 serpentes, dois quelônios, dois jacarés, 55 anuros e 2 cecílias. 
- Ictiofauna

Na bacia do São Francisco o rio Preto apresenta uma riqueza estimada de 97
espécies, sendo que a riqueza observada foi de 71 espécies onde 68 são nativas. Nas áreas de domínio do cerrado o rio São Francisco apresentou até o momento 153 espécies (Ribeiro, 2006). Nos estudos de diagnóstico para subsidiar o plano de manejo do Parque Nacional da Chapada dos Veadeiros, realizados em 1998, foram registradas 49 espécies. A espécie mais representativa foi o Astianax scabripinis, conhecido popularmente como Lambari ou Piaba, observada em 64% dos locais amostrados. 

### Uso público: Principais Atrativos
A Estação Ecológica Chapada de Nova Roma (ESEC CNR) é uma unidade de conservação de proteção integral, o que significa que seu principal objetivo é a preservação dos ecossistemas e da biodiversidade, bem como a realização de pesquisa científica, conforme estabelecido pela Lei nº 9.985/2000, que institui o Sistema Nacional de Unidades de Conservação da Natureza (SNUC). 
A legislação do Sistema Nacional de Unidades de Conservação SNUC, em seus artigos 8º, 9º e 10º, estabelece diretrizes específicas para as Estações Ecológicas. 
Posse e domínio públicos: "A Estação Ecológica é de posse e domínio públicos, sendo que as áreas particulares incluídas em seus limites serão desapropriadas, de acordo com o que dispõe a lei." (Art. 10º, § 1º) 
Restrição à visitação: "É proibida a visitação pública, exceto quando com objetivo educacional, de acordo com o que dispuser o Plano de Manejo da unidade ou regulamento específico." (Art. 10º, § 2º) 
Autorização para pesquisa: "A pesquisa científica depende de autorização prévia do órgão responsável pela administração da unidade e está sujeita às condições e restrições por este estabelecidas, bem como àquelas previstas em regulamento." (Art. 10º,§3º) 
Para agendar uma visita à ESEC CNR com fins educacionais ou de pesquisa, é necessário entrar em contato com a Secretaria de Meio Ambiente, Recursos Hídricos, Infraestrutura, Cidades e Assuntos Metropolitanos (SECIMA) do estado de Goiás. 